# Carlos Alvar
Carlos Alvar Ezquerra (Granada, 1951) es un medievalista y romanista español.

## Biografía
Catedrático emérito de Filología Románica, ha dedicado la mayor parte de su actividad investigadora a la Literatura de la Edad Media del occidente europeo, con trabajos en los dominios del castellano, francés, gallego-portugués, italiano y provenzal. Ha publicado numerosos estudios sobre poesía épica, los trovadores y sobre la materia artúrica.
En 1973 se licenció en Filosofía y Letras por la Universidad Complutense de Madrid con el Premio Nacional de Licenciatura. Tres años después se doctora en la Universidad Autónoma de Barcelona, donde comienza su actividad docente como profesor Ayudante y la investigadora como Colaborador Científico del Consejo Superior de Investigaciones Científicas (CSIC). 
Obtuvo el Premio Nacional de Traducción «Fray Luis de León» en 1982. Ese mismo año obtendrá la Cátedra de la Universidad de Murcia y, en los años siguientes, la de Barcelona (1984) y Alcalá, donde imparte sus cursos desde 1985 y fue Vicerrector entre 1991 y 1999; ese año comenzó a ejercer la docencia en la Universidad de Basilea y desde 2003 en la de Ginebra, manteniendo su vinculación con el Seminario de Filología Medieval y Renacentista de la Universidad de Alcalá. Dirige, asimismo, la Revista de Literatura Medieval y, junto con Fernando Gómez Redondo, la Revista de Poética Medieval, publicaciones ambas de la facultad de Alcalá de Henares.
Entre sus traducciones de tema artúrico o bretón, se encuentran La historia de Lanzarote del Lago (1987-88), La búsqueda del Santo Grial (1987), La muerte del rey Arturo (1988), La historia de Merlín (1989), Erec y Enid (1987), en colaboración con Victoria Cirlot y A. Rossell, El cuento del Grial o Perceval de Chrétien de Troyes (1999) y los Lais de María de Francia (1994).
Es presidente de honor de la Sociedad Española de Literatura General y Comparada y de la Asociación Internacional de Hispanistas (presidente de 2007 a 2010), así como Director del Centro de Estudios Cervantinos de Alcalá de Henares. 
El año 2006 es nombrado Doctor «honoris causa» por la Universidad de Córdoba (España).

## Familia
Su padre fue Manuel Alvar, sus hermanos son el catedrático y lexicógrafo Manuel Alvar Ezquerra (1950-2020), el investigador y doctor en medicina tropical Jorge Alvar Ezquerra (n. 1952), el catedrático de filología latina Antonio Alvar Ezquerra (n. 1954), el catedrático e historiador experto en Historia Antigua Jaime Alvar Ezquerra (n. 1955) y el profesor universitario y especialista en la España del Siglo de Oro Alfredo Alvar Ezquerra (n. 1960).

## Publicaciones
- C. Alvar y J. Talens (eds.), Locus amoenus: antología de la lírica medieval de la Península Ibérica, Barcelona, Galaxia Gutenberg, 2009.
- C. Alvar y J. M. Lucía Megías (eds.), Antología de la antigua lírica italiana, Madrid, Sial, 2008.
- C. Alvar y J. Talens (eds.), Adieu: hommage multilingue et multiculturel à Wang Wei, Alcalá de Henares, Centro de Estudios Cervantinos, 2007.
- C. Alvar y Sarah Finci (eds.), Juan Manuel , Infante de Castilla, Obras completas, Madrid, Fundación José Antonio de Castro, 2007.
- C. Alvar (dir.), Gran Enciclopedia Cervantina, Madrid, Castalia, Centro de Estudios Cervantinos, 2005-.
- C. Alvar (coord.), La imagen del Quijote en el mundo Alcalá de Henares, Centro de Estudios Cervantinos, 2004.
- C. Alvar y F. Gómez Redondo, El Cid: de la materia épica a las crónicas caballerescas, Alcalá de Henares, Servicio de Publicaciones de la Universidad, 2002.
- C. Alvar y J.M. Lucía Megías, Diccionario filológico de literatura medieval española: Textos y transmisión, Madrid, Castalia, 2002.